# Matt Uelmen
Matt Uelmen est un compositeur, né le 31 juillet 1973 à Los Angeles aux États-Unis. Il est connu pour son travail chez Blizzard, pour les musiques de Diablo et Diablo II et Warcraft. Il a également travaillé en tant que concepteur pour StarCraft.
Son dernier travail avant son départ de Blizzard a été la composition de la musique de la région d'Outreterre dans World of Warcraft: The Burning Crusade. Il fait maintenant partie de l'équipe du studio de Runic Games, où il compose douze titres pour le jeu Torchlight (sortie du jeu en novembre 2009).

## Biographie
Il a passé son enfance à South Bay, dans le Grand Los Angeles, Uelmen a commencé le piano à l'âge de six ans, ses leçons lui étaient données par son tuteur Lenee Bilski, qui lui a enseigné des bases théoriques très poussées. À l'âge de 13 ans, il déménagea avec sa famille à San Jose, en Californie, où il passa ses années lycée. Pendant ce temps, Uelmen était autodidacte, particulièrement influencé par le jazz et le rock classique, notamment Liszt et Debussy pendant ses années lycée, et Miles Davis, Jimi Hendrix et Tom Waits plus tard. Il diversifia sa maîtrise des instruments peu après pour y inclure la flûte, la guitare, le clavier et les percussions.
Il fit ses études à l'université de Georgetown de 1989 à 1993, où il gagna le prix Mary Catherine pour sa thèse sur les Cultures Cannibales, la Technologie et la Musique Américaine en 1993. Pendant ses études, il fut également le clavier d'un groupe de bar de six membres, où il acquiert une expérience pratique et où il apprit des choses sur "l'arrangement, l'interaction et l'économie". Il commença à travailler sur un jeu vidéo musical en 1994, lorsqu'il travaillait chez Condor. Son premier travail connu à cette période fut le jeu Justice League Task Force pour Sunsoft, sorti en 1995 pour la Mega Drive de Sega.

## Œuvres principales
- Diablo (1996)
- Diablo II (2000)
- World of Warcraft: The Burning Crusade (2007)
- Torchlight (2009)
- Torchlight II (2012)
- Hob (2017)